# Knut Knudsen
Knut Knudsen   (Levanger, 12 d'octubre de 1950) és un ciclista noruec, ja retirat, que fou professional entre 1974 i 1981.
Com a ciclista amateur va prendre part en els Jocs Olímpics d'Estiu de Múnic de 1972, en què aconseguí la medalla d'or en la prova de persecució individual. L'any següent aconseguí la victòria en la mateixa prova al Campionat del Món de ciclisme en pista. En aquests primers anys també aconseguí dos Campionats nacionals en ruta, el 1972 i 1973.
El 1974 va fer el salt al professionalisme, on destaquen, per sobre de tot, sis victòries d'etapa al Giro d'Itàlia. En aquesta cursa vestí el mallot rosa de líder en les edicions de 1975 i 1981, sent el primer noruec en aconseguir-ho. No fou fins al 2023 quan Andreas Leknessund repetí la gesta. El 1979 guanyà la Tirrena-Adriàtica.

## Palmarès en pista
- 1972
  - Or a la prova de persecució individual dels Jocs Olímpics
- 1973
  - Campió del món de ciclisme en pista en persecució individual

## Palmarès en ruta
- 1972
  -  Campió de Noruega en ruta
  -  Campió de Noruega en contrarellotge
- 1973
  -  Campió de Noruega en ruta
  -  Campió de Noruega en contrarellotge
- 1974
  - Vencedor d'una etapa del Tour de Romandia
- 1975
  - Vencedor d'una etapa del Giro d'Itàlia
  - Vencedor d'una etapa de la Tirrena-Adriàtica
- 1976
  - Vencedor d'una etapa del Tour de Romandia
- 1977
  - Vencedor d'una etapa del Giro d'Itàlia
  - Vencedor d'una etapa del Tour de Romandia
  - Vencedor d'una etapa de la Tirrena-Adriàtica
- 1978
  - 1r al Trofeu Baracchi (amb Roy Schuiten)
  - 1r al Giro de Sardenya
  - 1r a Col San Martino
  - 1r al Trofeu Laigueglia
  - 1r al Giro de la Província de Reggio de Calàbria
  - Vencedor d'una etapa de la Tirrena-Adriàtica
- 1979
  - 1r a la Tirrena-Adriàtica i vencedor d'una etapa
  - 1r del Giro del Trentino i vencedor d'una etapa
  - Vencedor d'una etapa del Giro d'Itàlia
  - Vencedor de 2 etapes del Tour de Romandia
- 1980
  - 1r al Gran Premi Eddy Merckx
  - 1r a Levanger
  - Vencedor d'una etapa del Tour de Romandia
  - Vencedor d'una etapa de la Volta a Alemanya
- 1981
  - 1r al Gran Premi Eddy Merckx
  - 1r a la Ruta d'Or i vencedor d'una etapa
  - Vencedor de 3 etapes del Giro d'Itàlia
  - Vencedor d'una etapa de la París-Niça

### Resultats al Giro d'Itàlia
- 1974. 54è de la classificació general
- 1975. 42è de la classificació general. Vencedor d'una etapa.  Porta el mallot rosa durant dues etapes
- 1976. 57è de la classificació general
- 1977. 70è de la classificació general. Vencedor d'una etapa
- 1978. Abandona
- 1979. Abandona. Vencedor d'una etapa
- 1980. 15è de la classificació general
- 1981. 22è de la classificació general. Vencedor de 3 etapes.  Porta el mallot rosa durant una etapa

### Resultats al Tour de França
- 1975. Abandona (14a etapa)
- 1976. 64è de la classificació general
- 1979. 272è de la classificació general